# 고신즈카 정류장
고신즈카 정류장(일본어: 庚申塚停留場)은 일본 도쿄도 도시마구 니시스가모에 있는 도쿄 도 교통국 도덴 아라카와 선의 정류장이다.

## 정류장 구조
상대식 승강장 2면 2선의 지상 정류장이다. 미노와바시 방면 플랫폼에는 음식점(인절미 가게)이 있다.
2008년 12월 19일 쇼와 30년대를 연상시키는 표면적인 복고풍의 정류장으로 리뉴얼되었다. 이와 관련하여, 다음 해인 2009년 1월 17일과 18일의 2일간, 스가모지조도리 상점가 주최의 기념 행사가 열렸다.
미노와바시 방면 플랫폼과 인접하고, 도시마 구 구청 관리의 공중 화장실이 있다.

## 정류장 주변
- 스가모지조도리 상점가(옛, 나카야마 도로)
- 사루타히코 오카미 대신사
  - 지조도리 상점가 입구에 있는 작은 신사로, 경신 신앙에 근거한 것이다.
- 묘호지
- 스가모 병원
- 슈쿠토쿠스가모 중・고학교
- 도시마 구립 스가모키타 중학교
- 도시마 구립 니시스가모 초등학교
- 다이쇼 대학
- 도쿄 대학 도시마 국제 학생 기숙사

## 역사
- 1911년 8월 20일: 영업 개시.

## 인접 정류장
| 도쿄 도 교통국 ■ 도덴 아라카와 선 | 도쿄 도 교통국 ■ 도덴 아라카와 선 | 도쿄 도 교통국 ■ 도덴 아라카와 선 |
| --------------------------------- | --------------------------------- | --------------------------------- |
| 스가모신덴 와세다 방면            |                                   | 신코신즈카 미노와바시 방면        |